# Minaminaka-gun
Minaminaka (jap. 南那珂郡, -gun) war ein Landkreis (gun) in der japanischen Präfektur Miyazaki.
Die Bevölkerung betrug 2003 17.044 und die Bevölkerungsdichte 70,53 Personen pro km². Die Gesamtfläche erstreckte sich auf 241,66 km².
Am 30. März 2009 fusionierten die letzten beiden verbliebenen Städte Kitagō (北郷町, -chō) und Nangō (南郷町, -chō) mit Nichinan.